# Mahilpur
Mahilpur – miasto w stanie Pendżab, w dystrykcie Hoshiarpur. Według spisu powszechnego z 2011 roku zamieszkane przez 11 360 osób.
Historycznie leży w rejonie Pendżab.

## Położenie
Mahilpur leży u podnóża Himalajów wysokich na drodze NH103A.

## Demografia
Według spisu powszechnego z 2011 roku miasto liczy 11 360 mieszkańców, a jego gęstość zaludnienia wynosi ponad 1731 osób na kilometr kwadratowy. W miejscowości żyje 5907 mężczyzn i 5453 kobiety. Ponad 10% mieszkańców to dzieci.

## Znane osoby urodzone w Mahilpurze[3]
- Buckam Singh Bains – kanadyjski weteran wojny sikhijskiej z I wojny światowej (szeregowy 454819, 28. batalion, kanadyjskie siły ekspedycyjne).
- Sohan Singh Thandal – główny sekretarz parlamentarny, rządca stanu Pendżab.
- Piara Singh Gill – indyjski fizyk jądrowy.
- Harjit Singh Sajjan – kanadyjski liberalny poseł i minister obrony narodowej.
- Kulwinder Dhillon – słynna pendżabska piosenkarka z pobliskiej wioski Pandori Ladha Singh.
- Manmohan Waris – słynny pendżabski piosenkarz z pobliskiej wioski Halluwal.
- Kamal Heer – słynny pendżabski piosenkarz, brat Manmohana Warisa z pobliskiej wioski Halluwal.
- Satinder Sartaaj – piosenkarz z pobliskiej wsi Bajrawar.
- Baljit Sahni – były indyjski piłkarz
- Harmanjot Khabra – indyjski piłkarz
- Jarnail Singh Dhillon – były indyjski piłkarz
- Gurdev Singh Gill – były indyjski piłkarz
- Balwant Singh – indyjski piłkarz
- Amrinder Singh – indyjski piłkarz